# Беријен (Француска)
 Беријен (фр. Berrien) је насељено место у Француској у региону Бретања, у департману Финистер.
По подацима из 2011. године у општини је живело 963 становника, а густина насељености је износила 17,07 становника/km².

## Демографија
| 1962. | 1968. | 1975. | 1982. | 1990. | 2011. |
| ----- | ----- | ----- | ----- | ----- | ----- |
| 1.331 | 1.179 | 1.069 | 1.018 | 1.005 | 963   |